# Zbrodnia w Łysinie
Zbrodnia w Łysinie – zbrodnia dokonana przez oddział UPA na polskich mieszkańcach wsi Łysin. 

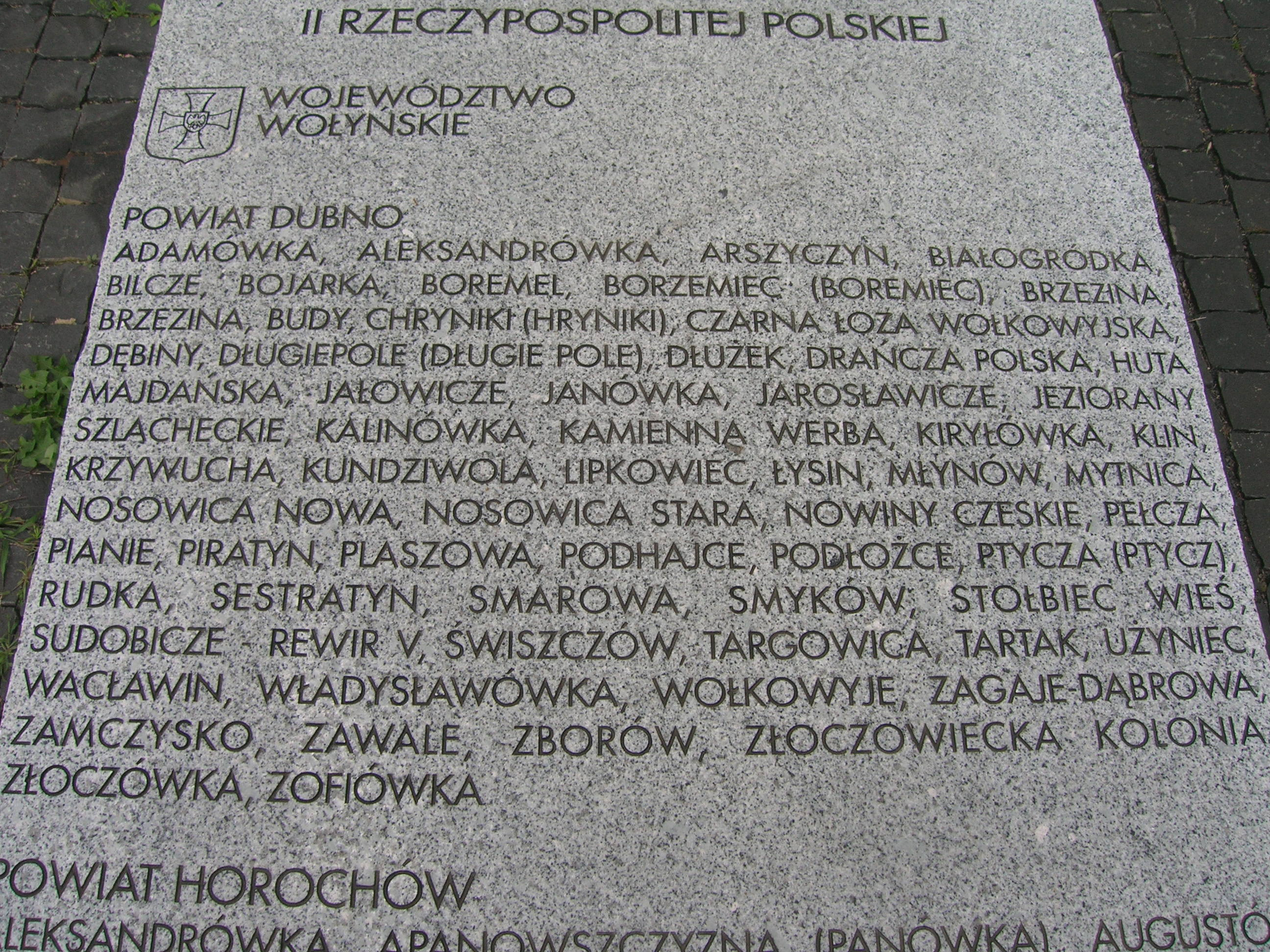
Tablica Pomnika Rzezi Wołyńskiej w Warszawie wymieniająca Łysin

Łysin był wsią zamieszkaną w większości przez ludność ukraińską. Wyjątek stanowiło kilka rodzin polskich oraz czeskich. W pierwszej połowie roku 1943 dwie ostatnie grupy, na wieść o masowych mordach na Polakach dokonywanych przez UPA na Wołyniu, zaczęły opuszczać Łysin w celu poszukiwania schronienia w miastach (Łuck, Dubno, Beresteczko). W lipcu 1943 ok. 20 osób spośród tych, które pozostały na miejscu, zostało zamordowanych przez oddział UPA. Ich zagrody doszczętnie spalono. W czasie ataku podjęto również próbę wysadzenia murowanego kościoła Przemienienia Pańskiego, jednak jego mury, choć uszkodzone, przetrwały wybuch. 